# Berylmys bowersi
Berylmys bowersi е вид гризач от семейство Мишкови (Muridae). Видът не е застрашен от изчезване.

## Разпространение
Разпространен е във Виетнам, Индия, Индонезия, Китай, Лаос, Малайзия, Мианмар и Тайланд.

## Описание
На дължина достигат до 25,3 cm, а теглото им е около 358,7 g.
Продължителността им на живот е около 2,9 години. Популацията на вида е намаляваща.